# Rudolf Egger (Historiker)
Rudolf Egger (* 11. April 1882 in Bruck an der Mur; † 7. Mai 1969 in Wien) war ein österreichischer Althistoriker, Epigraphiker und Archäologe.

## Leben und Forschungen
Der aus einer alten Kärntner Familie stammende Rudolf Egger besuchte von 1892 bis 1900 das Villacher Gymnasium, wo der spätere Volkskundler Ivan Grafenauer sein Klassenkamerad war. Nach Absolvierung des Gymnasiums studierte Egger seit 1900 an der Universität Wien Klassische Philologie und Altertumswissenschaft. Während seines Studiums wurde er Mitglied des ATV Wien. Bei seinem Studium hatte der Epigraphiker Eugen Bormann entscheidenden Einfluss auf ihn. Bei Bormann wurde er im Juni 1905 promoviert mit der Arbeit Die Exkurse in den Parallelbiographien. Ein Beitrag zur Arbeitsweise des Plutarch. Ein Jahr später erfolgte die Lehramtsprüfung für Gymnasien in den Fächern Klassische Philologie und Deutsch. Nach Lehrtätigkeiten an den Gymnasien von Pola und Klagenfurt wurde er 1912 Sekretär des Österreichischen Archäologischen Institutes. Er habilitierte sich im Juli 1917 an der Universität Wien im Fach der römischen Geschichte, Altertumskunde, und Epigraphik mit einer Arbeit über die frühchristlichen Kirchenbauten im südlichen Noricum. Für seine Lehrtätigkeit wurde er im April 1923 zum außerordentlichen Professor ernannt. 
Nach dem Abgang vom Wilhelm Kubitschek erhielt er im Oktober 1929 die Stelle seines einstigen Lehrers Eugen Bormann als ordentlicher Professor an der Universität Wien. Gemeinsam mit Camillo Praschniker war Egger ab 1935 auch Leiter des Österreichischen Archäologischen Instituts. Während der Zeit des Nationalsozialismus trat er Anfang 1938 zuerst dem NS-Lehrerbund bei, beantragte dann am 21. Mai 1938 die Aufnahme in die NSDAP und wurde rückwirkend zum 1. Mai desselben Jahres aufgenommen (Mitgliedsnummer 6.125.243). Ab Juli 1938 war er Mitglied des Reichsluftschutzbundes und ab Dezember des NS-Altherrenbundes. Im Jahr 1945 beteiligte Egger sich an einer Tagung im Rahmen des „Kriegseinsatzes der Geisteswissenschaften“ über das Thema „Probleme der Siedlungs- und Verfassungsgeschichte der baierischen Stammesgebiete“. Dabei hielt er den Vortrag über den „Übergang von der Antike zum Mittelalter“. Nach Ursula Wolf gehörte Egger in die Reihe „der politisch mäßig engagierten Historiker“ in der NS-Zeit. Im Jahre 1946 wurde er wegen seiner Mitgliedschaften in der NSDAP und im NS-Lehrerbund vorzeitig aus seinem Dienstverhältnis entlassen und im Oktober 1947 dauerhaft in den Ruhestand versetzt. Zu seinen bedeutendsten akademischen Schülern gehörten Hermann Vetters und Hedwig Kenner.
Er ist vor allem durch seine archäologischen Ausgrabungen sowohl im Inland, insbesondere in Kärnten, wie auch im Ausland (Jugoslawien, Bulgarien) als auch durch die von ihm ab 1948 mehr als 20 Jahre lang geleiteten Ausgrabungen auf dem Magdalensberg in Kärnten bekannt geworden. Seine Interessensgebiete waren neben Dalmatien die römischen Provinzen Noricum und Pannonien. Für seine Forschungen wurden Egger zahlreiche wissenschaftliche Ehrungen und Mitgliedschaften zugesprochen. Seit 1937 war Egger wirkliches Mitglied der Österreichischen Akademie der Wissenschaften. Im Jahr 1952 wurde er Ehrenmitglied des Österreichischen Archäologischen Instituts. Im Jahr 1962 wurde er Mitglied der Bayerischen Akademie der Wissenschaften und 1964 in die Koninklijke Vlaamse Academie van België voor Wetenschappen, Letteren en Schone Kunsten van België in Brüssel aufgenommen. Im Jahr 1957 erhielt er als Erster den mit 30.000 Schilling dotierten Wilhelm-Hartel-Preis, 1958 erhielt er das Große Silberne Ehrenzeichen für Verdienste um die Republik Österreich, 1960 den Ehrenring der Stadt Villach, 1963 den Preis der Stadt Wien für Geisteswissenschaften, 1967 den Ehrenring der Stadt Wien und 1968 die Goldene Medaille der Landeshauptstadt Klagenfurt.

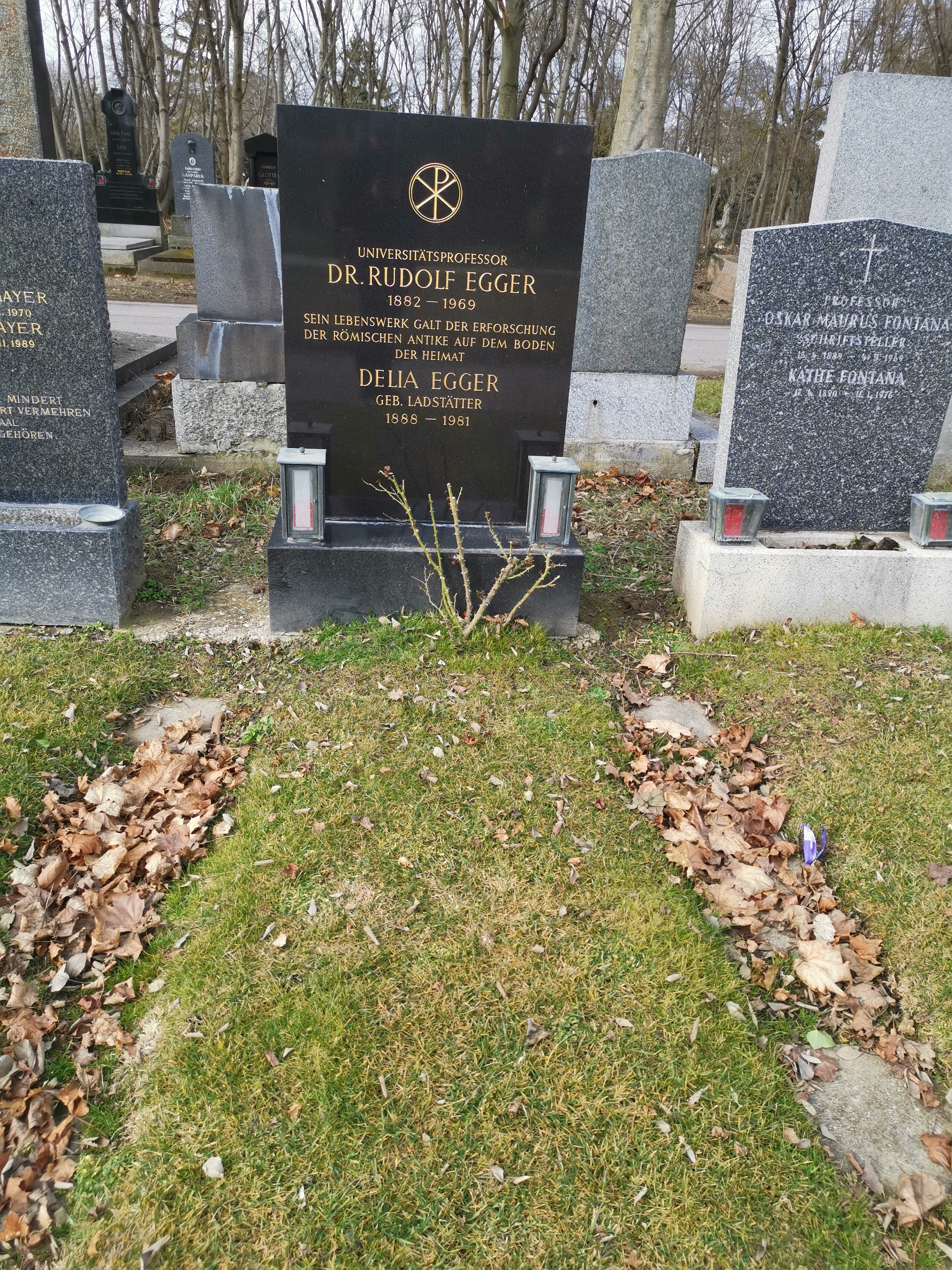
Grabstätte

Egger verstarb 1969 Wien im Alter von 87 Jahren. Er wurde auf dem Wiener Zentralfriedhof beerdigt.

## Schriften (Auswahl)
- Frühchristliche Kirchenbauten im südlichen Norikum (= Sonderschriften des Österreichischen Archäologischen Instituts in Wien. Band 9). Hölder, Wien 1916, ISSN 1012-5728).
- Führer durch die Antiken-Sammlung des Landesmuseums in Klagenfurt. Hölder, Wien, 1921.
- Teurnia. Die römischen und frühchristlichen Altertümer Oberkärntens. Hölder-Pichler-Tempsky, Wien u. a. 1924. (8. erweiterte Auflage. Verlag des Geschichtsvereines für Kärnten, Klagenfurt 1979).
- Der altchristliche Friedhof Manastirine. Nach dem Materiale Fr. Bulić (= Forschungen in Salona Band 2). Verlag der Österreichischen Staatsdruckerei, Wien 1926.
- (Hrsg.): Santonino in Kärnten. Aus seinen Reisetagebüchern 1485–1486. Kleinmayr, Klagenfurt 1947 [Reprint (= Kleine Kärnten-Bibliothek. Band 10). Carinthia, Klagenfurt 1978, ISBN 3-85378-118-7].
- mit Hans Dolens: Führer durch die Ausgrabungen und das Museum auf dem Magdalensberg. Landesmuseum für Kärnten. Landesmuseum für Kärnten, Klagenfurt 1953 (20. unveränderte Auflage. Mit einem Resümee in englischer, französischer, italienischer und slowenischer Sprache. Klagenfurt 1977).
- Fünf Bleietiketten und eine Gußform. Die neuesten Magdalensbergfunde. In: Österreichische Akademie der Wissenschaften, phil.-hist. Klasse, Anzeiger. Jg. 1967, ZDB-ID 1181472-x, S. 195–210.
- Griechische Tempelbilder germanisch benannt. In: Österreichische Akademie der Wissenschaften, phil.-hist. Klasse, Anzeiger. Jg. 1968, S. 98–112.